# François-Odon De Wilde
François-Odon De Wilde OP (* 28. Januar 1908 in Wetteren, Belgien; † in Wetteren 19. Februar 1976) war ein belgischer Ordensgeistlicher und römisch-katholischer Bischof von Isiro-Niangara. Sein Bischofsmotto war In amore fraternitatis caritatem (Füge zur brüderlichen Liebe Nächstenliebe hinzu).

## Leben
François-Odon De Wilde trat der Ordensgemeinschaft der Dominikaner bei und empfing am 2. August 1931 das Sakrament der Priesterweihe. 
Am 11. März 1948 ernannte ihn Papst Pius XII. zum Titularbischof von Tadamata und zum Apostolischen Vikar von Niangara. Der emeritierte Apostolische Vikar von Niangara, Robert Constant Lagae OP, spendete ihm am 29. Juni desselben Jahres die Bischofsweihe; Mitkonsekratoren waren der Bischof von Trivandrum, Vincent Victor Dereere OCD, und der emeritierte Bischof von Lahore, Hector Catry OFMCap.
François-Odon De Wilde wurde am 10. November 1959 infolge der Erhebung des Apostolischen Vikariats Niangara zum Bistum erster Bischof von Niangara (später Isiro-Niangara). De Wilde nahm an allen vier Sitzungsperioden des Zweiten Vatikanischen Konzils teil.